# Djurö (ö)
För ön med samma namn i Vänern, se Djurö, Vänern. För tätorten med samma namn, se Djurö (ort i Värmdö kommun).

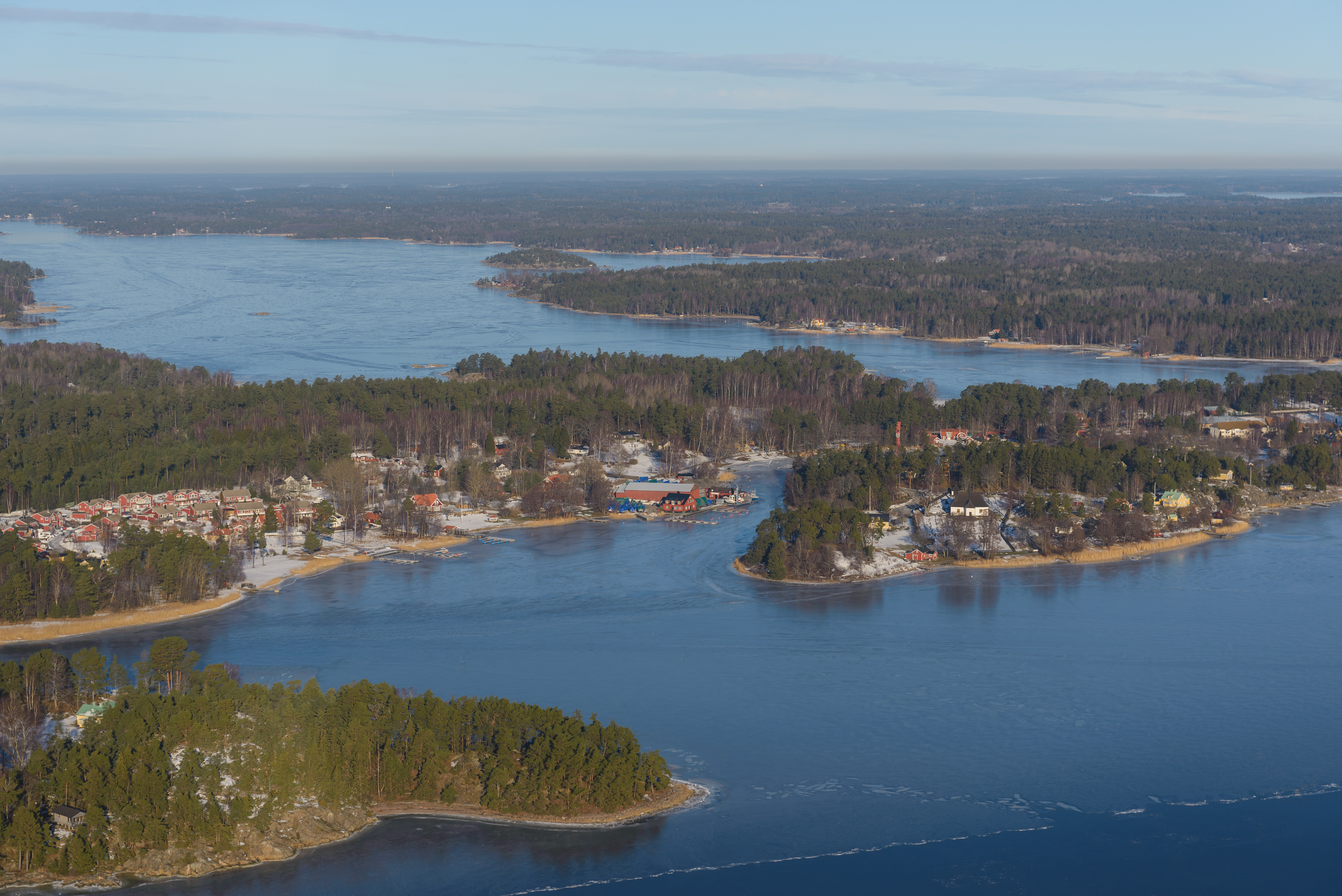
Sydvästra Djurö med tidigare Skepparön till vänster och Kyrkudden med Djurö kyrka till höger

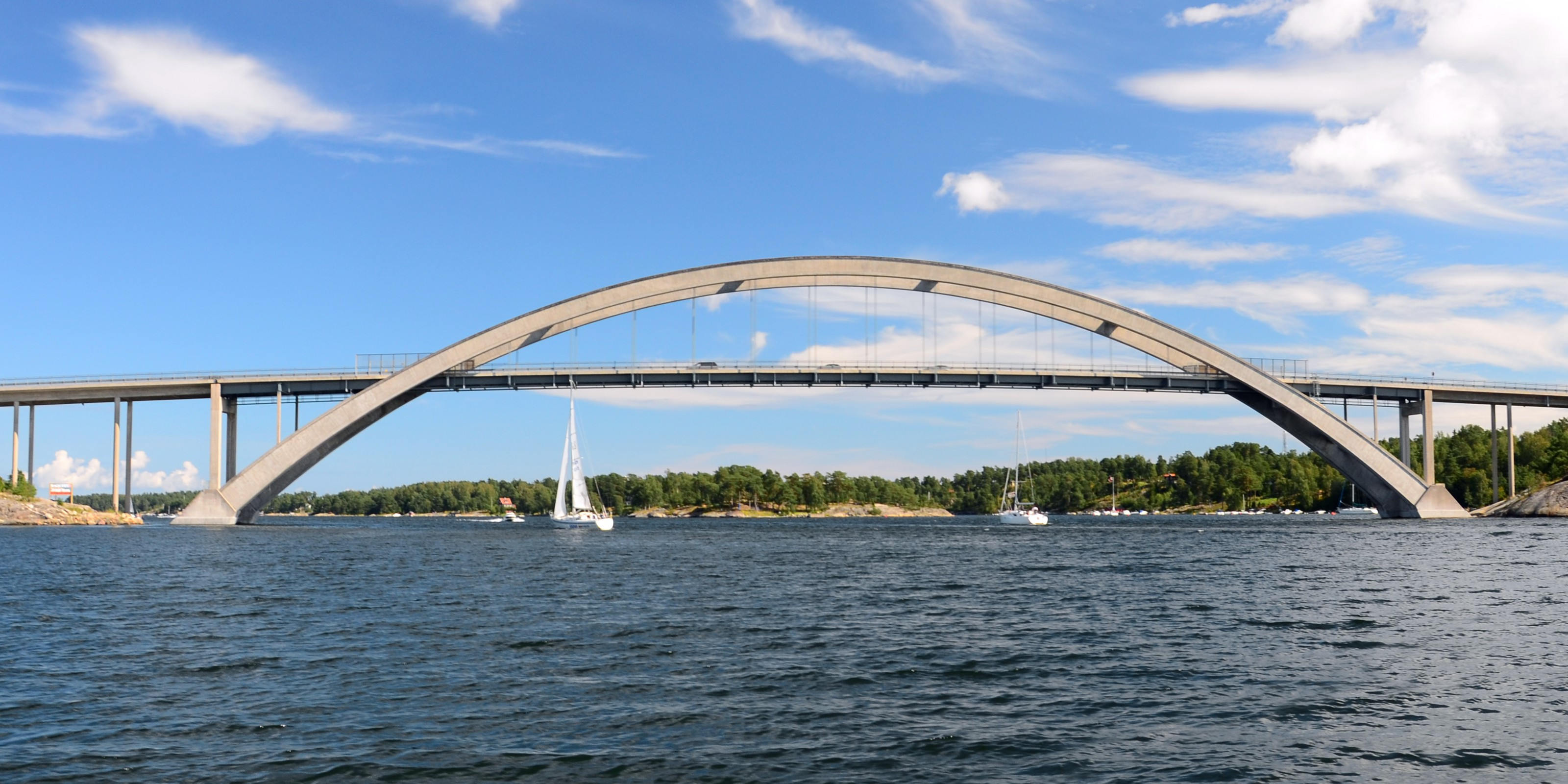
Djuröbron från Fågelbrolandet till Djurö.

Djurö är en ö i Värmdö kommun i Stockholms skärgård vid Kanholmsfjärden. På Djurö ligger tätorten Djurö och småorten Djurö by. Genom landhöjningen har den under de senaste seklerna förenats med Skepparön, Vindö och Skarpö via smala näs.
Öns namn betyder "hjortön". På dess sydöstra sida finns en utmärkt lagunhamn, vars äldsta belagda bruk markeras av de förmodligen högmedeltida ortnamnen Kuggholmen och Kuggberget (efter fartygstypen kogg. På 1450-talet omnämns hamnen första gången i skrift som Djurhamn. Trots att den gradvis blev allt grundare genom landhöjningen, användes hamnen sedan flitigt av både danska och svenska örlogsflottor fram till omkring 1700. Därefter levde den kvar som ankringsplats för småskalig seglation. Ett av de många stora skepp som legat vid Djurhamn var Rikswasa, under vakttjänst mot den polska flottan 1623 tog eld av våda, bogserades iväg en bit och sjönk strax väster om Djuröbrons södra landfäste.
Djuröbron från Ramsmora vid Stavsnäs till Djurö blev färdig 1962. Dessförinnan gick sedan 1932 en bilfärja mellan Ramsnoraviken på Fågelbrolandet och Djurö. Djuröbron är en bågbro i betong med en spännvidd på 180 meter och är därmed den största bron i Stockholms skärgård.